# Saint-Charles (métro de Marseille)
Saint-Charles est une station du métro de Marseille. Située dans le 1er arrondissement, elle dessert le quartier Saint-Charles.
La station est, avec Castellane, une des deux stations de correspondance entre la ligne 1 et la ligne 2. Elle est située sous les gares ferroviaire et routière de Saint-Charles et constitue ainsi un pôle multimodal avec les réseaux SNCF TER, Intercités et TGV et d'autobus RTM, Cartreize et LER.
Le campus Saint-Charles de l'université d'Aix-Marseille est situé à proximité.

## Histoire
La station Saint-Charles fait partie des premières stations ouvertes du réseau, le 26 novembre 1977. Elle est alors le terminus sud de la ligne 1. Celle-ci est prolongée vers Castellane le 11 mars 1978. La ligne 2, dont les quais ont été construits en préfiguration et couverts par une façade provisoire aux couleurs de la station dès son ouverture, est ouverte le 3 mars 1984.

## Architecture et équipements
La station fait partie d'un édifice souterrain de sept niveaux construit sous la gare Saint-Charles et qui comprend, en plus des halls et voies du métro, deux niveaux de parking, des locaux de la RTM et est traversé par un tunnel routier. 
Deux entrées donnent accès à la salle des billets de la station : une située place des Marseillaises, au bas de l'escalier monumental de la gare, l'autre est située hall des guichets de la gare SNCF et donne accès à la station par deux escalators d'un dénivelé de 19,27 m.
La station est principalement décorée en couleur turquoise. Au niveau des voies, l'accès des voyageurs à la ligne 1 se fait par un quai central alors que les voies de la ligne 2 desservent les quais latéraux. Ceux-ci sont décorés de fresques sur le thème des transports ferroviaires : l'une représente une locomotive à vapeur Pacific de la Compagnie des chemins de fer PLM et l'autre une rame TGV Sud-Est dans sa livrée orange originelle.
La station permet la jonction entre les deux lignes. Ainsi, les rames de la ligne 1 souhaitant rejoindre la ligne 2 et inversement peuvent emprunter les voies prévues à cet effet.

## Correspondances RTM
La station est desservie par les lignes de bus suivantes :
- Arrêt Gare Saint-Charles situé square Narvik :
  - Ligne    en direction de La Timone
  - Ligne    en direction de la Friche Belle de Mai

- Arrêt Gare Saint-Charles situé sur les quais 25 et 26 de la gare routière :
  - Ligne    en direction de Pharo Catalans
  - Ligne    en direction des Géraniums
  - Ligne    en direction de des 5 Avenues

- Arrêt Bourdet Saint-Charles situé boulevard Maurice-Bourdet :
  - Ligne    en direction de Canebière (Bourse) ou des Caillols
  - Lignes     en direction de Canebière (Bourse)
  - Ligne    N2  en direction du Vieux-Port ou d’Einstein parking relais

## Imagerie

### Ancien décor de 1977 à 2022

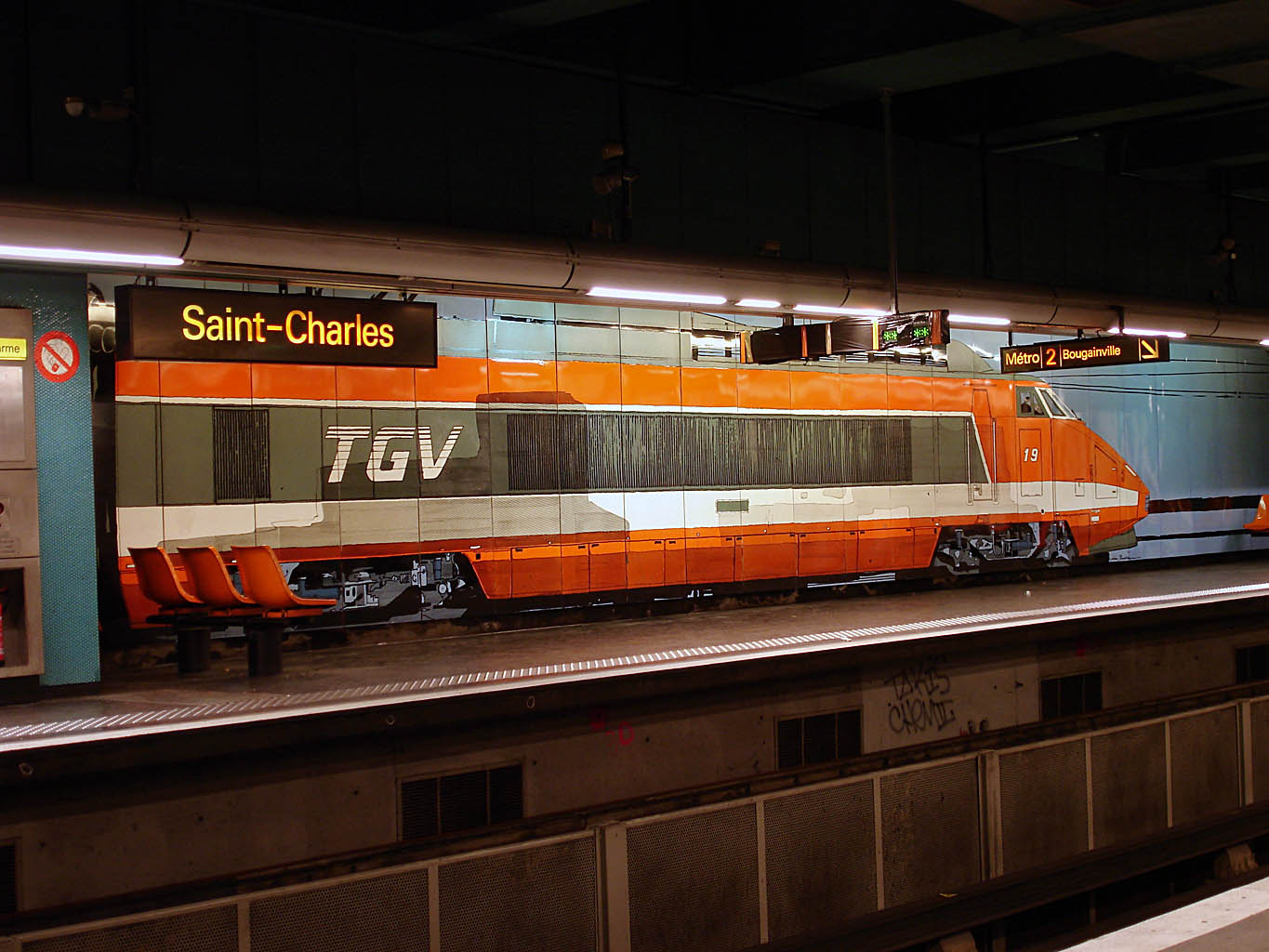
Fresque représentant un TGV Sud-Est.
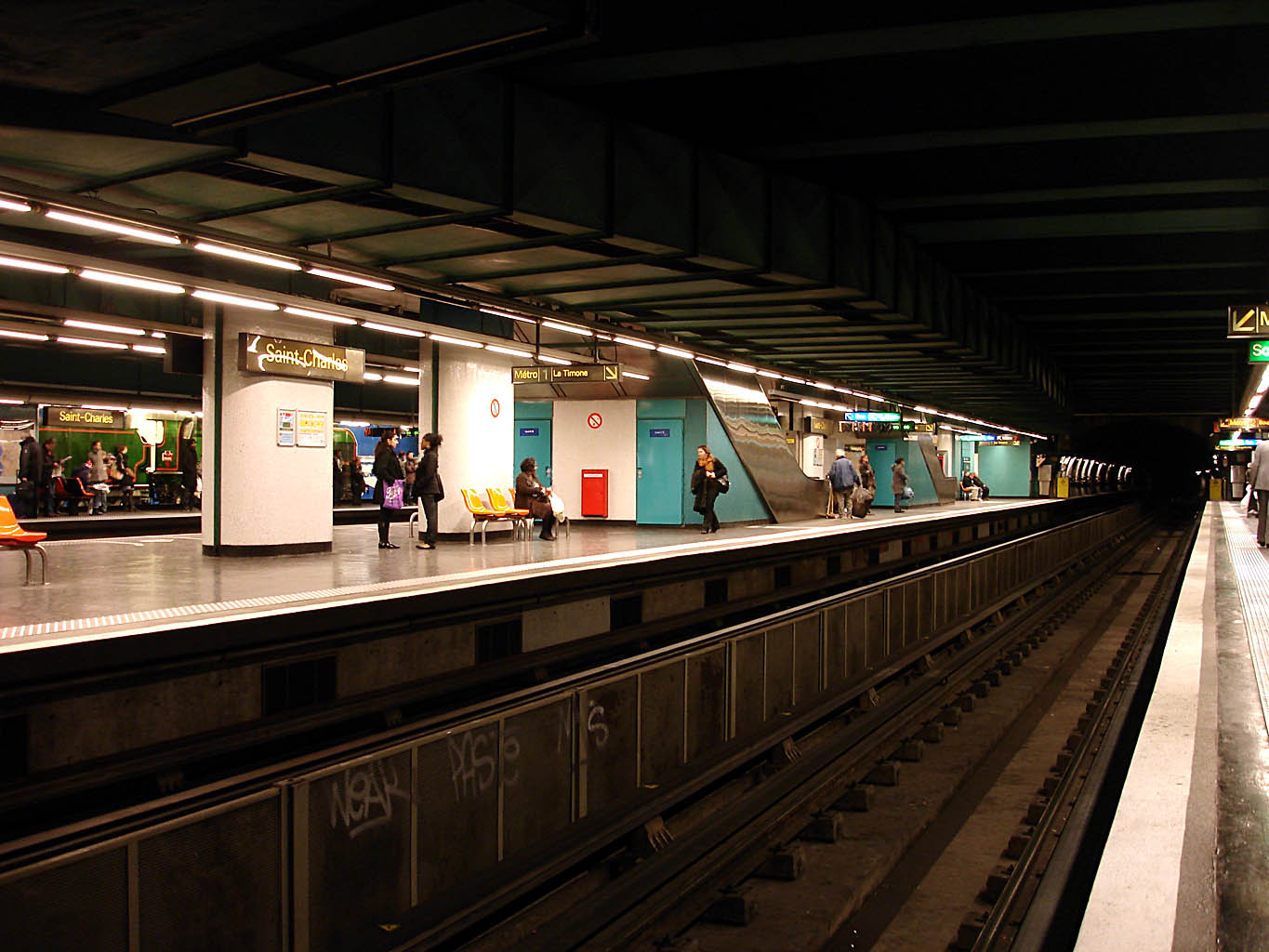
Les voies de la ligne 1 desservent le quai central et sont enserrées par celles de la ligne 2.
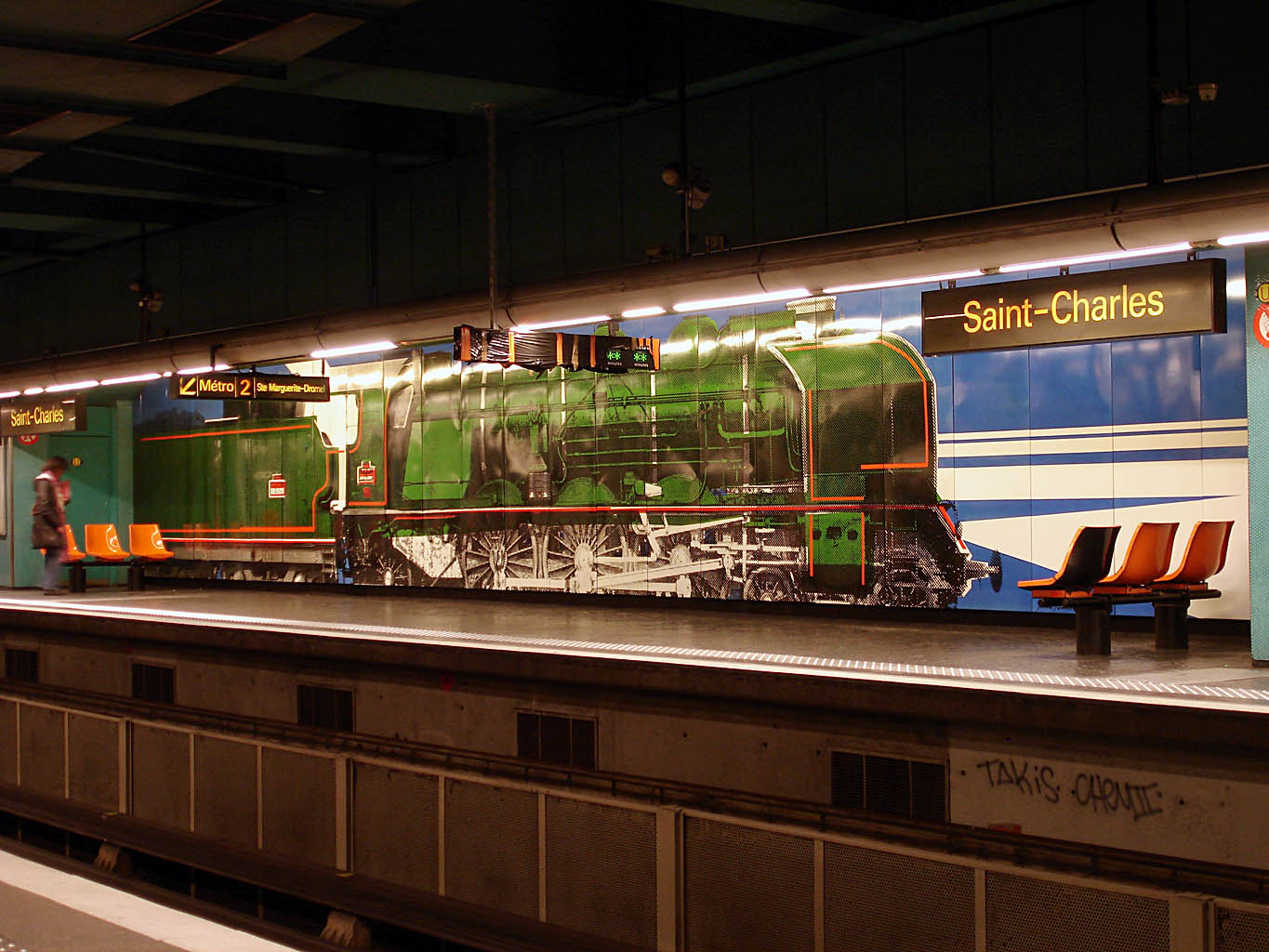
Fresque représentant la locomotive à vapeur Pacific.
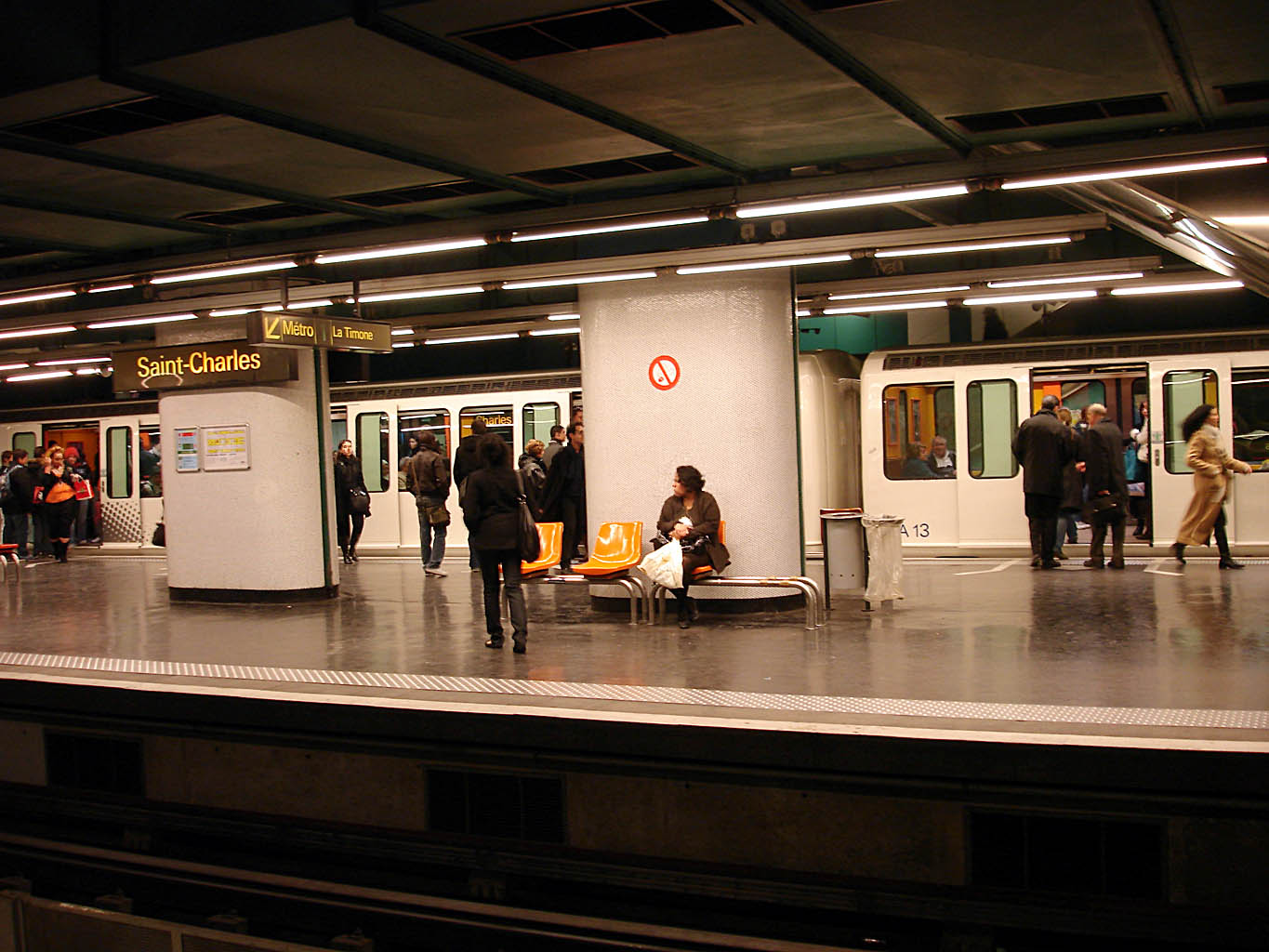
Une rame de la ligne 1 à l'arrêt.

## Services
- Service assuré du lundi au dimanche de 5 h à 1 h.
- Distributeurs de titres: possibilité de régler par billets, pièces, carte bancaire.
- Point accueil infos RTM, ouvert tous les jours de 6 h 50 à 19 h 40.

## Projet
Pour faire face à l'augmentation de la fréquentation et accompagner l'automatisation du métro ainsi que le réaménagement de la gare Saint-Charles en lien avec la future ligne nouvelle Provence-Alpes-Côte d'Azur, une rénovation profonde de la station est prévue à l'horizon 2023.
Les quais latéraux de la ligne 2, aujourd'hui saturés en raison de leur faible largeur, seront élargis par le déplacement des escaliers et escalators derrière les parois. Ceux-ci déboucheront sur les quais par de nouvelles galeries perpendiculaires. L'ensemble de la station sera rendu accessible grâce à la création de trois ascenseurs et sera entièrement rénové. Dans le cadre de l'automatisation du métro de Marseille, les quais des deux lignes seront également équipés de portes palières.